# رسلمانیا ۳۸
رِسِلمانیا ۳۸ (به انگلیسی: WrestleMania 38) سی و هشتمین دوره از رویداد غیر رایگان (Pay-Per-View) رسلمانیا می‌باشد که توسط کمپانی دبلیودبلیوئی برای هردو برَند راو و اسمک‌دَون تهیه می‌شود و این دوره اش هم مثل رویدادهای دو سال گذشته در دو شب، در ۲ و ۳ آوریل ۲۰۲۲ در مجموعه ورزشی ای تی اند تی شهر آرلینگتون ایالت تگزاس برگزار شد.
این رویداد سی و هشتمین رسلمانیا سالانه خواهد بود. همچنین این رسلمانیا سومین رسلمانیایی خواهد بود که در دو شب برگزار می‌شود، دومین رسلمانیایی که در ورزشگاه ای تی اند تی برگزار می‌شود، چهارمین رسلمانیایی که در ایالت تگزاس برگزار می‌شود و دومین رسلمانیا بعد از رویداد ۳۲ که رکورد تماشاچی را ثبت می‌کند.
شانزده مسابقه در این رویداد برگزار شد. مسابقه اصلی این رویداد از نوع مسابقه برنده صاحب همه برای قهرمانی هر دو کمربند یونیورسال و قهرمانی دبلیو دبلیوئی، بین رومن رینز و براک لزنر برگزار شد که رومن رینز با پیروزی در این مسابقه تاریخ سازی کرد و صاحب هر دو کمربند یا دابل چمپیون شد. این سومین باری بود که این دو کشتی‌گیر در مین اونت یک رسلمانیا با هم مسابقه دادند. (رسلمنیا ۳۱ و رسلمنیا ۳۴)
همچنین در دیگر رقابت مهم این رویداد استون کلد استیو آستین پس از ۱۹ سال به رینگ بازگشت و در آخرین مسابقه خود که از نوع نو هولدز بارد بود موفق به شکست کوین اونز شد.

## زمینه‌سازی
رسلمانیا به عنوان بهترین رویداد سالانه دبلیودبلیوئی و نماد این کمپانی معرفی می‌شود؛ چرا که قدیمیترین و دارای بیشترین تعداد برگزاری در تاریخ کشتی حرفه‌ای و در دبلیودبلیوئی از نظر اهمیت برابر سوپر بول در ورزش لیگ فوتبال ملی در کشور آمریکا است.
این رویداد شامل مسابقاتی بین دشمنی‌های موجود، ماجراهای پیش آمده و داستان‌هایی خواهد بود که پیش از این در برنامه‌های راو یا اسمک داون پخش شده بود. کشتی‌گیرها با توجه به مسابقات یا سری اتفاقاتی که برایشان رخ می‌دهد، تنش را به حد اکثر می‌رساند و نقش منفی یا قهرمان به خود می‌گیرند.

لوگوی رسلمانیا ۳۸

برای سال‌ها پاول هیمن وکیل و دوست براک لزنر بود. تا اینکه در رسلمانیا ۳۶، براک لزنر در مسابقه‌ای به درو مکینتایر باخت. در اوت همان سال پاول هیمن وکیل رومن رینز شد، رومن رینزی که تغییر کرده بود و اکنون به یک شخصیت هیل و نفرت‌انگیز تبدیل شده بود. رومن کمی بعد از دوستی با پاول قهرمان کمربند یونیورسال شد و این باعث شد که رابطهٔ این دو با هم از همیشه صمیمانه‌تر شود.
تا اینکه براک لزنر در سامر اسلم (۲۰۲۱) برگشت.
در کراون جول (۲۰۲۱)، رومن رینز و براک لزنز با هم مسابقه دادند که رومن با کمک د اوسوز برنده شد.
اما این دو همچنان با هم درگیری‌هایی داشتند که مسابقه دوباره‌شان برای روز ۱ ثبت شد.
اما به دلیل ابتلای رومن رینز به ویروس کرونا این مسابقه لغو شد.
و لزنر به مسابقه سر کمربند دبلیودبلیوئی در همان شب اضافه شد.
در مسابقه رویال رامبل مردان ۲۰۲۲، براک پیروز شد. قرار بر این است که برندهٔ این مسابقه یکی از قهرمانان کمربندهای جهانی دبلیودبلیوئی را برای مسابقه‌ای بر سر آن کمربند در رسلمانیا چلنج کند. لزنر هم در شوی راو بعد از رویال رامبل اعلام کرد که رومن رینز را در رسلمانیا ۳۸ برای کمربند یونیورسال چلنج می‌کند.
در مسابقه رویال رامبل زنان ۲۰۲۲، راندا روزی برای اولین بار پس از رسلمانیا ۳۵ بازگشت و پیروز شد. قرار بر این است که برندهٔ این مسابقه یکی از قهرمانان کمربندهای جهانی دبلیودبلیوئی را برای مسابقه‌ای بر سر آن کمربند در رسلمانیا چلنج کند. روزی هم در شوی اسمک‌داون ۴ فوریه رسماً اعلام کرد که شارلوت فلر را برای مسابقه در رسلمانیا انتخاب می‌کند.
در مسابقه الیمینیشن چیمبر زنان، بیانکا بلر برنده شد و از آنجایی که قرار این مسابقه بر این بود که برنده با قهرمان زنان راو در رسلمانیا مسابقه می‌دهد، مسابقه برای کمربند زنان راو ثبت شد.
قطعاً فیود ست رولینز و کودی رودز یکی از بهترین فیودهای چند سال اخیر دبلیودبلیوئی بوده؛ برگشت کودی در رسلمنیا جلوی ۸۰ هزار نفر پس از ۶ سال و ارائه بهترین مسابقه شب، یک مچ عالی با استوری تلینگ قوی در بکلش و یک مچ خشن با جزئیات زیاد که با وجود مصدومیت کودی خاص ترش هم کرد؛ پروموهای خوبی هم در طول این چند ماه دیدیم که قطعاً بهترینش در آخرین شو راو قبل از هل این ا سل بود

## نتایج
| #                                                     | مسابقه                                                                       | نوع مسابقه                                              | مدت زمان |
| ----------------------------------------------------- | ---------------------------------------------------------------------------- | ------------------------------------------------------- | -------- |
| ۱                                                     | د اوسوز (جی اوسو و جیمی اوسو) (c) پیروز در مقابل شینسوکه ناکامورا و ریک بوگز | مسابقه تگ تیم برای قهرمانی تگ تیم اسمک‌داون دبلیودبلیوئی | ۶:۵۵     |
| ۲                                                     | درو مکینتایر پیروز در مقابل کوربین خوشحال (با همراهی مدکپ ماس)               | مسابقه تک نفره                                          | ۸:۳۵     |
| ۳                                                     | د میز و لوگان پاول پیروز در مقابل ری میستریو و دامینیک میستریو               | مسابقه تگ تیم                                           | ۱۱:۱۵    |
| ۴                                                     | بیانکا بلر پیروز در مقابل بکی لینچ (c)                                       | مسابقه تک نفره برای قهرمانی زنان راو دبلیودبلیوئی       | ۱۹:۱۰    |
| ۵                                                     | کودی رودز پیروز در مقابل ست رولینز                                           | مسابقه تک نفره                                          | ۲۱:۴۰    |
| ۶                                                     | شارلوت فلر (c) پیروز در مقابل راندا روزی                                     | مسابقه تک نفره برای قهرمانی زنان اسمک‌داون دبلیودبلیوئی  | ۱۸:۳۰    |
| ۷                                                     | استون کلد استیو آستین پیروز در مقابل کوین اونز                               | مسابقه نو هولدز بارد                                    | ۱۳:۵۵    |
| - (c) – نشان‌دهنده قهرمان(هایی) است که به میدان می‌روند |                                                                              |                                                         |          |

| #                                                     | مسابقه | نوع مسابقه                                                                             | مدت زمان |
| ----------------------------------------------------- | --- | -------------------------------------------------------------------------------------- | -------- |
| ۱                                                     | آرکی-برو (رندی اورتن و ریدل) (c) پیروز در مقابل استریت پروفیتس (مانتز فورد و آنجلو داوکینز) و آلفا آکادمی (چد گیبل و اوتیس) | مسابقه تگ تیم سه جانبه برای قهرمانی تگ تیم راو دبلیودبلیوئی                            | ۱۱:۳۵    |
| ۲                                                     | بابی لشلی پیروز در مقابل اوماس                                                                                              | مسابقه تک نفره                                                                         | ۶:۳۵     |
| ۳                                                     | جانی ناکسویل پیروز در مقابل سمی زین                                                                                         | مسابقه نو هولدز بارد                                                                   | ۱۴:۲۵    |
| ۴                                                     | نیومی و ساشا بنکس پیروز در مقابل کارملا و ملکه زلینا (c)، ریا ریپلی و لیو مورگان و ناتالیا و شینا بزلر                      | مسابقه سه جانبه تگ تیم برای قهرمانی تگ تیم زنان دبلیودبلیوئی                           | ۱۰:۵۰    |
| ۵                                                     | ادج پیروز در مقابل ای‌جی استایلز                                                                                             | مسابقه تک نفره                                                                         | ۲۴:۰۵    |
| ۶                                                     | شیمس و ریج هالند (با همراهی بوچ) پیروز در مقابل د نیو دی (زیویر وودز و کوفی کینگستون)                                       | مسابقه تگ تیم                                                                          | ۱:۴۰     |
| ۷                                                     | پت مک‌افی پیروز در مقابل آستین تئوری (با همراهی آقای مکمن)                                                                   | مسابقه تک نفره                                                                         | ۹:۴۰     |
| ۸                                                     | آقای مکمن (با همراهی آستین تئوری) پیروز در مقابل پت مک‌آفی                                                                   | مسابقه تک نفره                                                                         | ۳:۴۵     |
| ۹                                                     | رومن رینز (قهرمان کمربند یونیورسال) (پیروز در مقابل براک لزنر (قهرمان کمربند دبلیودبلیوئی)                                  | مسابقهٔ برنده صاحب همه برای یکی کردن کمربندهای قهرمانی یونیورسال و قهرمانی دبلیودبلیوئی | ۱۲:۱۵    |
| - (c) – نشان‌دهنده قهرمان(هایی) است که به میدان می‌روند | |                                                                                        |          |